# DécaNation 2006
DécaNation 2006 – druga edycja DécaNation odbyła się 26 sierpnia 2006 roku na stadionie Sébastien Charléty w Paryżu. Zawody wygrały Stany Zjednoczone| przed Niemcami i Polską.

## Uczestnicy
W zawodach uczestniczyły zespoły: Francji, Hiszpanii, Niemiec, Polski, Rosji, Ukrainy oraz USA.

## Konkurencje lekkoatletyczne
|           | 100 m | 400 m | 1500 m | 3000 m z przeszkodami | 110 / 100 m przez płotki | Skok wzwyż | Skok o tyczce | Skok w dal | Pchnięcie kulą | Rzut młotem |
| --------- | ----- | ----- | ------ | --------------------- | ------------------------ | ---------- | ------------- | ---------- | -------------- | ----------- |
| Mężczyźni | •     | •     | •      | •                     | •                        | •          | •             | •          | •              | •           |
| Kobiety   | •     | •     | •      | •                     | •                        | •          | •             | •          | •              | •           |

## Klasyfikacja
Punktacja: 1 miejsce – 8 pkt, 2. – 6…, 7 miejsce  – 1 pkt.
| Miejsce | Zespół            | Ilość punktów |
| ------- | ----------------- | ------------- |
| 1       | Stany Zjednoczone | 104,5         |
| 2       | Niemcy            | 100           |
| 3       | Polska            | 90,5          |
| 4       | Francja           | 88            |
| 5       | Ukraina           | 70            |
| 5       | Rosja             | 70            |
| 7       | Hiszpania         | 54            |

## Zwycięzcy poszczególnych konkurencji
|                                  | Mężczyźni         | Mężczyźni         | Mężczyźni |  | Kobiety              | Kobiety           | Kobiety  |
| Konkurencja:                     | Zwycięzcy:        | Zespół            | Rezultat  |  | Zwycięzcy:           | Zespół            | Rezultat |
| -------------------------------- | ----------------- | ----------------- | --------- |  | -------------------- | ----------------- | -------- |
| bieg na 100 m                    | Ronald Pognon     | Francja           | 10,14     |  | Brianna Glenn        | Stany Zjednoczone | 11,27    |
| bieg na 400 m                    | Leslie Djhone     | Francja           | 45,54     |  | DeeDee Trotter       | Stany Zjednoczone | 51,58    |
| bieg na 1500 m                   | Mirosław Formela  | Polska            | 3:48,47   |  | Maria Martins        | Francja           | 4:14,54  |
| bieg na 3000 m z przeszkodami    | Bouabdellah Tahri | Francja           | 8:20,07   |  | Zulema Fuentes Pila  | Hiszpania         | 9:49,11  |
| bieg na 110 / 100 m przez płotki | Ryan Wilson       | Stany Zjednoczone | 13,40     |  | Reïna-Flor Okori     | Francja           | 12,87    |
| skok wzwyż                       | Jesse Williams    | Stany Zjednoczone | 2,25 m    |  | Yekaterina Savchenko | Rosja             | 1,93 m   |
| skok o tyczce                    | Tim Lobinger      | Niemcy            | 5,65 m    |  | Julija Gołubczikowa  | Rosja             | 4,35 m   |
| skok w dal                       | Salim Sdiri       | Francja           | 7,78 m    |  | Tianna Madison       | Stany Zjednoczone | 6,60 m   |
| pchnięcie kulą                   | Reese Hoffa       | Stany Zjednoczone | 21,29 m   |  | Petra Lammert        | Niemcy            | 18,59 m  |
| rzut młotem                      | Szymon Ziółkowski | Polska            | 79,25 m   |  | Betty Heidler        | Niemcy            | 73,97 m  |